# 卢纳皮尔 (密歇根州)
卢纳皮尔（Luna Pier）是美国密歇根州门罗县的一座城市。
根据2000年美国人口普查，共有1,483人，其中白人占95.48%、土著美国人占1.01%。